# Urspaziergang

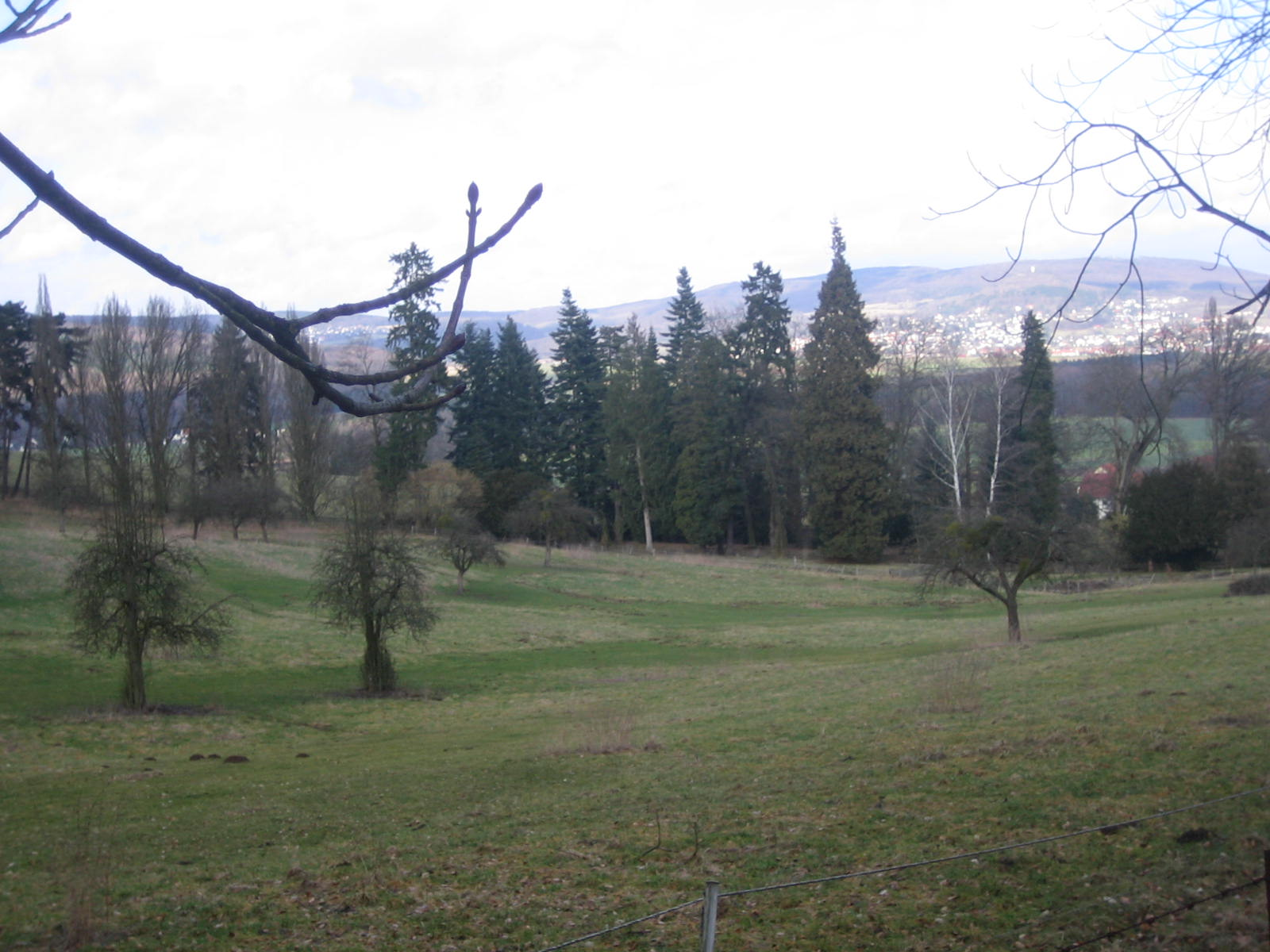
Schlosspark Riede

Der Urspaziergang ist ein soziales Experiment von Lucius Burckhardt. Der Spaziergang fand 1976 in Riede statt. Der Urspaziergang begründete die Promenadologie. Untersucht wurde der Zusammenhang zwischen Landschaft, Prägung und Kommunikation.

## Verlauf
Karl Heinrich Hülbusch, Gründer der Kasseler Schule der Landschafts- und Freiraumplanung, legte den Weg des Spaziergangs in Form einer Schleife an. Teilnehmer waren neben Lucius Burckhardt Studenten der Universität Kassel. Die  Gruppe von Spaziergängern verließ das Dorf Riede beim Schloss Riede, ging hinauf zu einem Anstieg, wo sich eine steinerne Bank mit Tisch befindet, durchquerte eine kurze Landwirtschaftszone bis zum Wald, passierte diesen über verschiedene Lichtungen und kam an einem Obelisk und einer Rosskastanie vorbei. Schließlich erreichte die Gruppe eine Rodung mit Rundsicht, an der sich ein Grillplatz befindet. Von der Rodung stieg die Gruppe  in eine fruchtbare Ebene ab, die sogenannte Schmandkammer, durchquerte die Felder und kam schließlich bei einer charakteristischen Pappelgruppe wieder zurück nach Riede.

## Aufgabenstellung
Anhand einer Landschaftskarte, auf der der Streckenverlauf eingetragen war, sollten die bemerkenswertesten Stellen eingezeichnet werden. Lucius Burckhardt bezeichnet die Stellen als liebliche Orte. Es ergab sich jeweils das Bild des Spaziergangs als eine Zusammenfassung von Strecken von ausgezeichneten Orten.

## Ergebnis
Bemerkenswert war die Übereinstimmung der eingetragenen Punkte. Es erwies sich, dass die Teilnehmer eine einheitliche Vorprägung der Landschaftswahrnehmung hatten. Alle Spaziergangsteilnehmer empfanden besonders das Verlassen des Dorfes bei Schloss Riede. Einigen Teilnehmern spielte die Erinnerung vor, dass sie einen Brunnen gesehen hätten, so stark ist die Situation geprägt durch das Volkslied: Am Brunnen vor dem Tore.
Es ergibt sich ein landschaftlicher Eindruck, der übrig bleibt und mitgenommen wird. Der Betrachter erbringt eine beachtliche Integrationsleistung, indem er die Eindrücke vom Waldzugang, dem Grillplatz, Dorfausgang summiert, unter dem Begriff »typische nordhessische Landschaft«. Dorf, Schloss, Wirtschaftsweise, Basaltkuppen – die Landschaft aus dem nordhessischen Heimatbuch – treten stärker hervor als die einzelnen. Diese Integrationsleistung wird ermöglicht durch den Begriff Landschaft, mit dem aus einer heterogenen Umgebung eine Einheitlichkeit herausgefiltert wird, die das Gesehene kommunizierbar macht.